# فيلي غريني
فيلي غريني (بالإنجليزية: Willie Greene)‏ هو لاعب كرة قاعدة أمريكي، ولد في 23 سبتمبر 1971 في ميلدغفيل في الولايات المتحدة.

## وصلات خارجية
- فيلي غريني على موقعبيزبول رفرنس.كوم (الدوري الرئيسي) (الإنجليزية)
- فيلي غريني على موقعبيزبول رفرنس.كوم (الدوري الثانوي) (الإنجليزية)